# Anna Richardson
Anna E. Richardson is een Sint Maartens politica en sinds 28 maart 2020 minister van Justitie van Sint Maarten.
Ze begon haar politieke carrière als kandidaat op de USP-lijst bij de verkiezingen van 2014. In 2018 verliet zij de partij voor de Nationale Alliantie (NA). Zij was lid van de Staten van Sint Maarten van 20 november 2019 tot 10 februari 2020 en van 4 maart 2020 tot 28 maart 2020, toen zij tot minister van Justitie in het Kabinet-Jacobs II werd benoemd.
Richardson was gedurende negen jaren werkzaam in de bancaire sector voordat zij in 2010 ondernemer werd.